# Lamouilly
Lamouilly is een gemeente in het Franse departement Meuse (regio Grand Est) en telt 97 inwoners (2009). De plaats maakt deel uit van het arrondissement Verdun.

## Geografie
De oppervlakte van Lamouilly bedraagt 4,7 km², de bevolkingsdichtheid is dus 20,6 inwoners per km².
Het plaatsje ligt aan de Chiers.
De onderstaande kaart toont de ligging van Lamouilly met de belangrijkste infrastructuur en aangrenzende gemeenten.

## Demografie
Onderstaande figuur toont het verloop van het inwonertal (bron: INSEE-tellingen).